# Ruta Estatal de Arizona 90
La Ruta Estatal de Arizona 90, y abreviada SR 90 (en inglés: Arizona State Route 90) es una carretera estatal estadounidense ubicada en el estado de Arizona. La carretera inicia en el Sur desde la SR 80     en Tombstone hacia el Norte en la I 10     en Benson. La carretera tiene una longitud de 75,3 km (46.77 mi).

## Mantenimiento
Al igual que las autopistas interestatales, y las rutas federales y el resto de carreteras estatales, la Ruta Estatal de Arizona 90 es administrada y mantenida por el Departamento de Transporte de Arizona por sus siglas en inglés ADOT.